# Fletcher B. Swank

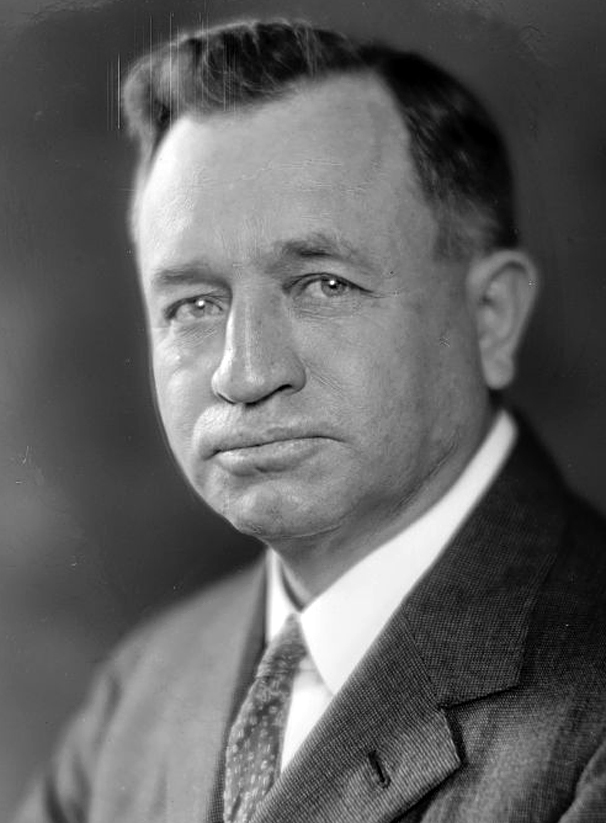
Fletcher B. Swank

Fletcher B. Swank (* 24. April 1875 bei Bloomfield, Davis County, Iowa; † 16. März 1950 in Norman, Oklahoma) war ein US-amerikanischer Politiker. Zwischen 1921 und 1929 sowie von 1931 bis 1935 vertrat er den fünften Wahlbezirk des Bundesstaates Oklahoma im US-Repräsentantenhaus.

## Werdegang
Im Jahr 1888 zog Fletcher Swank mit seinen Eltern nach Beef Creek im Indianer-Territorium. Er besuchte eine Schule in Noble und studierte dann an der University of Oklahoma in Norman. Zwischen 1903 und 1907 war er Schulrat im Cleveland County und von 1907 bis 1908 war er Privatsekretär des Kongressabgeordneten Scott Ferris. Er nutzte die Zeit in Washington für ein Jurastudium an der Georgetown University. Danach studierte er noch an der Cumberland University in Lebanon (Tennessee). Nach seiner im Jahr 1909 erfolgten Zulassung als Rechtsanwalt begann Swank in Norman in seinem neuen Beruf zu arbeiten. In den Jahren 1911 bis 1915 war er Bezirksrichter im Cleveland County. Danach war er bis 1920 Richter im 14. juristischen Distrikt von Oklahoma.
Swank war Mitglied der Demokratischen Partei. 1920 wurde er in das US-Repräsentantenhaus gewählt, wo er am 4. März 1921 John W. Harreld ablöste, der in den US-Senat wechselte. In den Jahren 1922, 1924 und 1926 wurde er jeweils bestätigt. Bei den Wahlen des Jahres 1928 unterlag er dem Republikaner Ulysses S. Stone. Damit musste er am 3. März 1929 aus dem Kongress ausscheiden. Aber schon bei den Wahlen des Jahres 1930 konnte er seinen Sitz im Repräsentantenhaus zurückgewinnen, den er nach einer erneuten Wahl im Jahr 1932 bis zum 3. Januar 1935 behielt. Für die Wahlen im Jahr 1934 wurde er von seiner Partei nicht mehr nominiert.
Nach dem Ende seiner Zeit im Kongress hatte Fletcher Swank kein politisches Amt mehr inne. Er starb im März 1950 in Norman und wurde dort auch beigesetzt.